# Day of Destiny
Day of Destiny, también conocida como DOD, es una película nigeriana de aventuras y ciencia ficción de 2021 escrita y codirigida por Akay Mason y Abosi Ogba, en su debut como director. Está protagonizada por Olumide Oworu, Denola Gray, Norbert Young y Toyin Abraham. La película aborda las misteriosas aventuras de dos hermanos adolescentes que viajan 20 años al pasado para cambiar la suerte de su familia. Es la primera película de aventuras familiares y la primera de viajes en el tiempo de Nigeria.

## Elenco
- Olumide Oworu como Chidi
- Denola Gray como Rotimi
- Norbert Young
- Toyin Abraham
- Jide Kosoko
- Blossom Chukwujekwu
- Ini Dima-Okojie
- Ireti Doyle
- Broda Shaggi
- Tega Akpobome

## Lanzamiento
Estaba prevista para estrenarse el 30 de octubre de 2020, pero se pospuso por las protestas de End SARS. Se estrenó en cines el 1 de enero de 2021, obteniendo críticas positivas y éxito de taquilla. Fue estrenada en Netflix el 13 de julio del mismo año.